# Irene Morales
Irene Morales Infante née le 1er avril 1865 et morte le 25 août 1890 est une soldate chilienne qui a servi pendant la guerre du Pacifique. 
Elle combat aux côtés des troupes de son unité pendant toute la durée de la guerre du Pacifique (1879-1884). Elle participe au débarquement à Pisagua et à la bataille de San Francisco en 1879, à la bataille de Tacna en 1880, à la bataille de San Juan et Chorrillos et à la bataille de Miraflores en 1881. Sa bravoure lors de ces batailles et les soins qu'elle a apportés à ses camarades blessés attirent l'attention du commandant en chef chilien Manuel Baquedano, qui lui accorde une reconnaissance officielle et lui a conféré le grade de sergentce qui lui permit de porter l'uniforme officiel et de continuer de combattre les troupes ennemies fusil à la main. Après la guerre, elle retourne à la vie civile. 
Aujourd'hui considérée comme l'une des plus grandes héroïnes chiliennes de la guerre, son service n'a été largement connu qu'après sa mort.

## Biographie

### Jeunesse
Morales est née le 1er avril 1865 à La Chimba, un quartier populaire (barrio) sur la rivière Mapocho à Santiago au Chili. Ses parents sont Marta Infante  et le charpentier Ventura Morales. Son père meurt lorsqu'elle est jeune et elle déménage avec sa mère à Valparaiso. Elle y apprend le métier de couturière de sa mère jusqu'à ce que celle-ci la marie à un homme plus âgé en 1877, à l'âge de 11 ans. Son mari meurt au cours de la première année de leur mariage, et sa mère meurt à peu près en même temps.
Devenue orpheline et veuve, elle se rend à Antofagasta, une ville portuaire de Bolivie en plein essor grâce aux mines de nitrate de la région. Elle s'y rend en tant que passagère d'entrepont, avec un billet qu'elle a acheté en vendant presque tous ses biens. Alors qu'elle travaille là-bas, elle rencontre Santiago Pizarro, un chilien d'une trentaine d'années qui gagne sa vie dans une fanfare militaire bolivienne, et l'épouse à la mi-1878, à l'âge de 13 ans. Il est jugé et exécuté le 21 septembre 1878 pour avoir tué un soldat bolivien au cours d'une rixe entre ivrognes. Elle trouve son corps abandonné au bord de la voie ferrée et prend un anneau d'or à son doigt, qu'elle porte jusqu'à la fin de sa vie. L'exécution de Pizarro est largement protestée par la population d'Antofagasta, principalement chilienne, qui en voulait à ce qu'elle considérait comme un gouvernement bolivien injuste.

### Engagement militaire
Le 14 février 1879, les forces chiliennes entrent à Antofagasta, accueillies favorablement par la majorité de la population locale, marquant le début de la guerre du Pacifique contre la Bolivie et le Pérou. De nombreux habitants s'enrôlent dans l'armée chilienne, et Morales s'enrôle comme soldat pour venger son mari en se déguisant en homme et en passant inaperçue au milieu de la frénésie patriotique,.
La tromperie ne dure pas longtemps, car le capitaine Hermógenes Cámus décèle immédiatement son déguisement, en raison de sa silhouette courbée et selon lui de sa beauté féminine. Il l'autorise à devenir cantinière et infirmière de l'armée sans autorisation officielle. Il s'agissait des seuls postes disponibles pour les femmes dans l'armée à l'époque, et de nombreuses femmes ont effectivement servi dans ces métiers à l'armée. En tant que cantinière, elle vend de la nourriture et des boissons pour compléter les rations de base monotones des soldats, reste dans leur camp et marche avec eux en opération. Comme elle estt infirmière, elle se doit d'être présente immédiatement après les batailles pour soigner les blessés,.

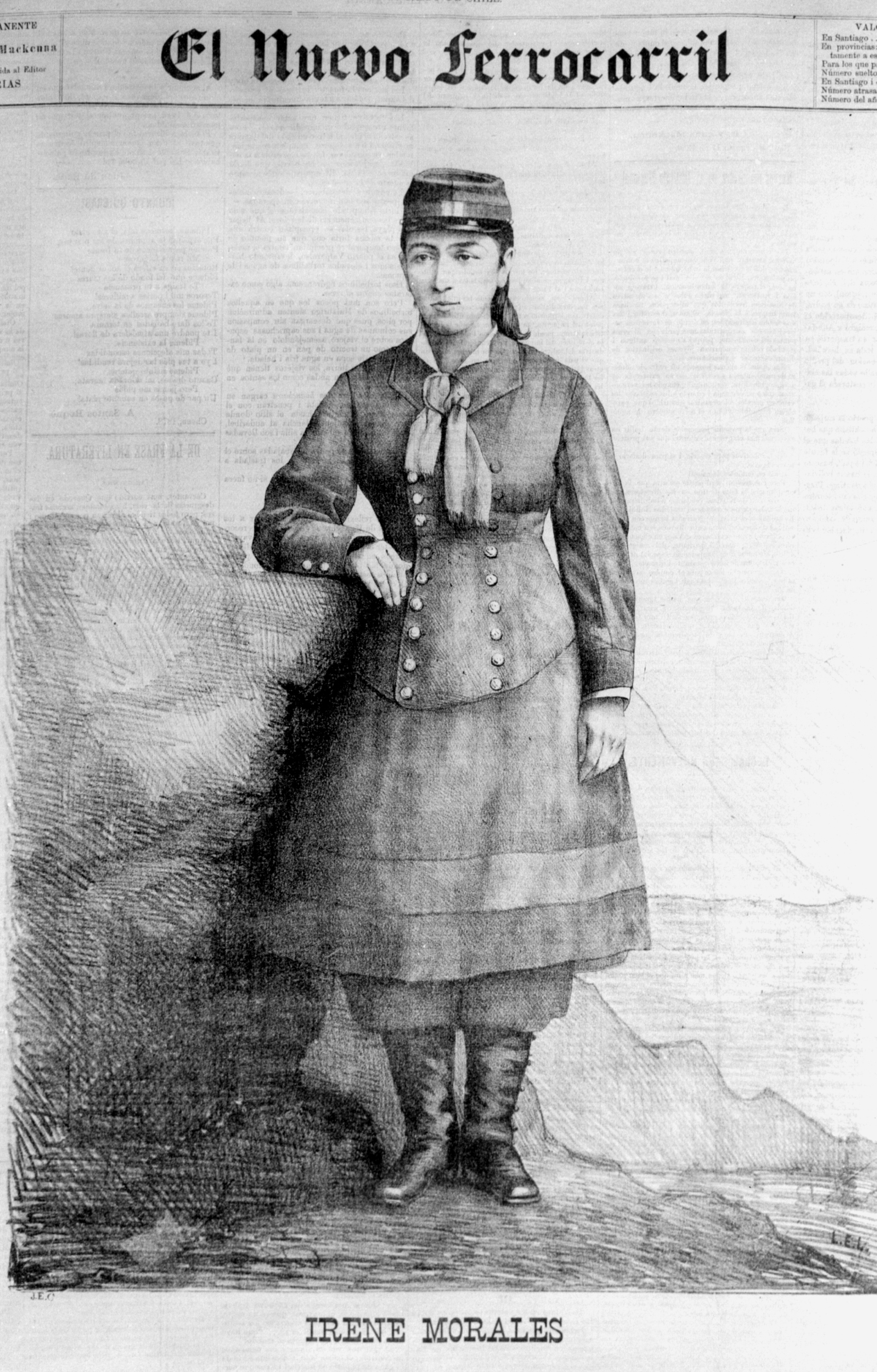
Gravure de Morales tirée du journal El Nuevo Ferrocarril de Vicuña Mackenna (1881)

Morales est d'abord envoyée dans l'unité de Cámus, le 3e régiment de ligne, qui a été au premier plan des campagnes chiliennes pendant la majeure partie de la guerre. Bien qu'elle ne soit pas officiellement un soldat et qu'elle ne soit pas censée participer aux combats, cela ne l'empêche pas de se battre aux côtés des hommes de son régiment. Elle se distingue par sa grande habileté au fusil. Elle participe au débarquement à Pisagua le 2 novembre 1879 et à l'assaut féroce contre une position péruvienne lors la bataille de San Francisco le 19 novembre 1879. Elle est admirée par les hommes de son unité pour les soins qu'elle prodigue aux blessés après les batailles. Elle se met également en danger à plusieurs reprises pour sauver des soldats péruviens capturés,.
Le commandant en chef de l'armée chilienne, le général Manuel Baquedano, la convoque et l'autorise officiellement à porter l'uniforme de cantinière (elle l'a fait sans autorisation auparavant) et lui donne le grade et la solde de sergent (sargento segundo, litt. " deuxième sergent "). Lors de la bataille de Tacna, le 26 mai 1880, elle continue à fournir de l'eau aux hommes épuisés sur les lignes de front après avoir elle-même été légèrement blessée. Elle est l'un des premiers soldats à entrer dans la ville de Tacna ce soir-là, et les soldats du régiment de cavalerie Carabineros de Yungay se souviennent d'elle entrant dans la ville à cheval, levant son fusil à leur passage et criant " Viva Chile !". Après la bataille, elle est frappée pendant un certain temps par une maladie contractée auprès de prisonniers de guerre dont elle s'était occupée, et elle écrit une lettre à une de ses amies à Antofagasta, supposant qu'elle est sur son lit de mort. Néanmoins, des auteurs ultérieurs ont déclaré qu'elle était présente à la bataille d'Arica deux semaines plus tard et qu'elle avait ordonné le massacre des Péruviens capturés, un récit également inscrit sur un mémorial péruvien aux morts. En janvier 1881, elle participe aux batailles de San Juan et Chorillos et de Miraflores et fait partie des Chiliens qui entrent dans Lima après la prise de la ville.
Alors que tous ses contemporains au Chili reconnaissaient son héroïsme et que les simples soldats avec lesquels elle servait la considéraient comme la "religieuse de la charité", certains hommes considéraient que Morales était allée trop loin pour une femme en prenant un fusil. Benjamín Vicuña Mackenna la loue pour son dévouement et sa bravoure, ainsi que pour sa haine envers ceux qui ont tué son mari, mais en 1881, il lui conseille de ne pas s'exposer à un tel risque et de "retourner tranquillement dans sa pauvre maison et de recommencer la vie d'une vraie femme dans le travail manuel, en prenant soin de ses proches, en travaillant avec l'aiguille et le dé à coudre, et en échangeant, après plusieurs années d'aventures et de passions, le revolver contre son honorable et bien-aimée machine à coudre",. Elle ne suit pas ce conseil et reste dans l'armée jusqu'à la fin de la guerre, participant à la bataille de Huamachuco le 10 juillet 1883, la dernière bataille de la guerre. Des hommes comme Mackenna disaient qu'elle s'exposait à des risques inhabituels pour une femme à l'époque, car plusieurs autres cantinières chiliennes furent tuées après avoir été capturées par des Péruviens pendant la guerre.

### Fin de la guerre
Après la fin de la guerre, Morales retourne à Santiago, sa ville natale. Si peu de gens connaissent ses actions pendant la guerre, les hommes aux côtés desquels elle a servi se souviennent bien d'elle. Lorsqu'elle apparaît à l'inauguration du monument Roto chileno sur la place Yungay à Santiago, elle reçoit des applaudissements très enthousiastes,. Après des années de maladie, elle meurt dans l'anonymat dans la salle commune d'un hôpital de Santiago le 25 août 1890, à l'âge de 25 ans seulement. Pour elle, la reconnaissance générale n'est venue qu'après sa mort.

## Postérité

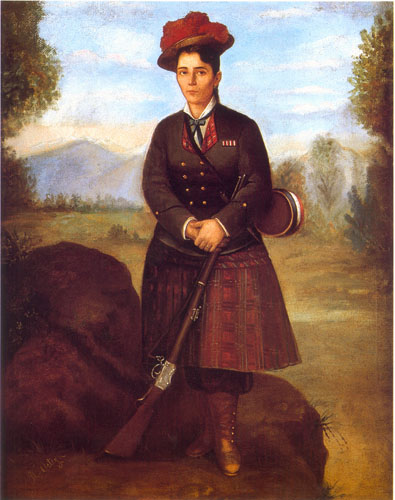
Peinture de la cantinière chilienne Irene Morales par Ortega qu'il lui avait offerte (1882)

Le 25 août 1930, 40 ans après sa mort, le colonel Enrique Phillips lui consacre un article dans El Mercurio qui la fait connaître, dans lequel il la loue en des termes élogieux : "Les Judiths du Chili ont été nombreuses à cette époque glorieuse, mais aucune n'a surpassé en bravoure Irene Morales, le parangon des femmes chiliennes". 
Dans les années qui ont suivi sa mort, plusieurs poèmes ont été écrits sur elle, dont un par Rómulo Larrañaga, et elle a figuré dans de nombreux ouvrages de littérature patriotique. 
Une rue près de la Plaza Baquedano à Santiago porte son nom, la Calle Irene Morales. 
Pendant les années turbulentes des années 1970, elle a fait partie des femmes chiliennes historiques considérées comme des symboles par les organisations politiques féminines conservatrices et de gauche,. 
À l'époque moderne, elle a été décrite comme l'une des "plus grandes héroïnes" chiliennes de la guerre du Pacifique. Sa dépouille est conservée au Mausolée militaire du Cementerio General de Santiago, entretenu par l'armée chilienne,.
Morales est souvent comparée à Candelaria Pérez, une cantinière chilienne de l'ancienne guerre de la Confédération, également louée pour son courage et originaire de La Chimba.